# Wirtschaftsvereinigung Stahl
Die Wirtschaftsvereinigung Stahl (WV Stahl) ist der wirtschaftspolitische Verband der Stahlindustrie in Deutschland mit Sitz in Berlin und Standorten in Brüssel und Düsseldorf. Sie ist Mitglied im BDI und gehört zum Zusammenschluss der Energieintensiven Industrien in Deutschland (EID).
Die WV Stahl vertritt die branchenpolitischen Interessen fast aller in Deutschland produzierenden Stahlunternehmen und assoziierter ausländischer Mitgliedsunternehmen gegenüber der Politik und der Öffentlichkeit. Zentrales Anliegen der Organisation ist es, die politischen Rahmenbedingungen für die Zukunft so mitzugestalten, dass am Standort Deutschland Stahl klimaneutral und wettbewerbsfähig produziert werden kann.
Ihre inhaltlich-politische Expertise bringt der Verband in den Bereichen Energie- und Klimapolitik, Wirtschafts- und Handelspolitik sowie Umwelt- und Nachhaltigkeitspolitik in den politischen Diskurs auf Bundes-, Länder-, und EU-Ebene ein. Mit zielgerichteten Kommunikationsaktivitäten verschafft die Wirtschaftsvereinigung Stahl der Branche Sichtbarkeit in der Öffentlichkeit.

## Organisationsstruktur
Ehrenamtlicher Präsident ist seit dem 9. September 2024 Gunnar Groebler (CEO Salzgitter AG). Er folgte auf Bernhard Osburg, der sein Mandat zu diesem Datum niedergelegt hatte. Vor Osburg war Hans Jürgen Kerkhoff von April 2008 bis Dezember 2022 hauptamtlicher Präsident der Organisation und leitete den Verband auch als Geschäftsführer.
Seit Mai 2023 ist Kerstin Maria Rippel Hauptgeschäftsführerin des Verbands. Damit sind die Funktionen von Ehren- und Hauptamt getrennt.
Der Vorstand bestimmt die grundsätzlichen Leitlinien der Verbandspolitik und steuert die Arbeit der Gremien. Zum Vorstand der WV Stahl gehören u. a. die Vorstandsvorsitzenden der größten Stahlproduzenten Deutschlands.

## Geschichte
1874 wurde in Berlin der Verein Deutscher Eisen- und Stahlindustrieller gegründet, der 1935 in die Wirtschaftsgruppe Eisenschaffende Industrie überführt wurde und bis 1945 bestand. 1946 wurde in Düsseldorf die Nachfolgeorganisation Wirtschaftsvereinigung Eisen- und Stahlindustrie gegründet, die seit 1988 den heutigen Namen trägt.
1997 fassten die WV Stahl und das Stahlinstitut VDEh den gemeinsamen Entschluss, ihre Gemeinschaftsaufgaben zusammenzuführen. Fortan wurden beide Organisationen in Personalunion geführt. Ruprecht Vondran, der seit 1988 Präsident der WV Stahl war, übte nun auch das Amt des Vorsitzenden des VDEh aus. 1998 zog die WV Stahl aus dem Neuen Stahlhof mit dem VDEh unter ein gemeinsames Dach im Düsseldorfer Zooviertel.
Das Bundeskartellamt verhängte 2018 im Zusammenhang mit einem 2015 aufgedeckten Stahlkartell gegen den Branchenverband (WV Stahl) eine Geldbuße in niedriger sechsstelliger Euro-Höhe.
Mittlerweile befindet sich der Sitz der WV Stahl in Berlin. Kernauftrag der WV Stahl ist die politische Interessenvertretung.

## Handlungskonzept Stahl
Im Sommer 2020 hat das Bundesministerium für Wirtschaft und Klimaschutz (zuvor Bundesministerium für Wirtschaft und Energie) unter Leitung von Peter Altmaier das Handlungskonzept Stahl veröffentlicht. Dieses soll helfen, eine international wettbewerbsfähige klimafreundliche Stahlindustrie in Deutschland zu erhalten. Neben Stahlunternehmen und der Gewerkschaft IG Metall war auch die WV Stahl an der Entstehung des Handlungskonzepts sowie an politischen Gesprächen zu seiner Umsetzung beteiligt. Darin forderte die WV Stahl unter anderem Tempo bei der Umsetzung der im Handlungskonzept Stahl beschriebenen Maßnahmen sowie zusätzliche Instrumente wie Klimaschutzverträge (eine Form von Differenzkontrakten) und grüne Leitmärkte, damit sich nachhaltige Geschäftsmodelle für grünen Stahl in Deutschland herausbilden können. Zudem wurde auf die Notwendigkeit des Erhalts der Wettbewerbsfähigkeit von herkömmlichen Stahl im Übergang hingewiesen.
Das Handlungskonzept Stahl war auch unter dem ehemaligen Bundeswirtschafts- und Klimaschutzminister Robert Habeck industriepolitische Leitlinie für den klimafreundlichen Umbau der Stahlindustrie und Grundlage für einen Austausch mit wichtigen Akteuren der Branche, darunter die WV Stahl.

## Statistische Datenerhebung und Veröffentlichung
Die WV Stahl erhebt und veröffentlicht monatlich Daten zur Rohstahlproduktion in Deutschland sowie quartalsweise Konjunkturinformationen zum Stahlstandort Deutschland, die häufig in die öffentliche Berichterstattung einfließen.